# Idaea calvaria
Idaea calvaria är en fjärilsart som beskrevs av Eugen Wehrli 1927. Idaea calvaria ingår i släktet Idaea och familjen mätare. Inga underarter finns listade i Catalogue of Life.